# Urabe Kumeko

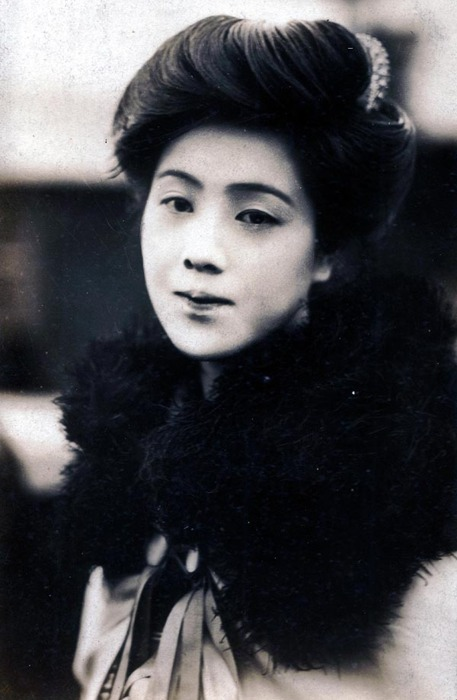
Urabe Kumeko (1925)

Urabe Kumeko, geboren als Kimura Kume (japanisch 浦辺粂子 Urabe Kumeko; geboren am 5. Oktober 1902 in Kamo Bezirk der Präfektur Shizuoka; gestorben am 26. Oktober 1989 in Shinjuku), nutzte auch die Künstlernamen Kumeko Ichijo, Toyama Midori, Chidori Shizuura und Chidori Toyama. Sie arbeitete sowohl auf der Bühne als auch im Fernsehen und beim Film. 1919 verließ sie die Schule und schloss sich einer Theatertruppe an, mit der sie unter verschiedenen Bühnennamen als Schauspielerin und Tänzerin auftrat. Im Jahr 1923 sprach sie beim Filmstudio Nikkatsu vor und nahm den Namen Urabe Kumeko an, unter dem sie für den Rest ihres Lebens bekannt war. Sie trat im folgenden Jahr in ihrem ersten Film auf und spielte bis 1987 weiter. Sie arbeitete mit Regisseuren wie Kenji Mizoguchi und Mikio Naruse zusammen und spielte in über 150 Filmen mit, darunter Older Brother, Younger Sister und She Was Like a Wild Chrysanthemum. Sie spielte auch in japanischen Fernsehdramen mit, darunter in dreizehn Episoden von Toshiba Sunday Theatre zwischen 1958 und 1980. Im folgenden Jahrzehnt machte sie sich einen Namen als japanisches Großmutter-Idol.

## Biografie

### Frühe Jahre
Kimura Kume (jap. 木村 くめ) wurde am 5. Oktober 1902 als Tochter von Hana Kume und Keichu Kume, einem Rinzai-Schulpriester am Kenchō-ji, geboren. Sie wuchs als Einzelkind in der ländlichen Gegend des Kamo-Distrikts, Shizuoka Kamo, auf. Ein älterer Bruder starb in jungen Jahren. Im Jahr 1909 zog die Familie nach Kawazu, Shizuoka Kawazu, ebenfalls in der Präfektur Shizuoka, und Kume besuchte dort die Grundschule. 1915 zogen sie erneut um, diesmal nach Numazu, wo ihr Vater am Myōshin-ji-Tempel diente und Kume zwei Jahre später ihre Schulausbildung an der Mädchenschule von Numazu abschloss. Während dieser Zeit wurde ihr Interesse an der Schauspielerei geweckt, als sie Rensageki sah, eine Mischung aus Stummfilm und Bühnenstück. Im Jahr 1919 verließ sie die Schule und schloss sich der Truppe von Yasuyoshi Suzuki an, wobei sie den Künstlernamen Kumeko Ichijo annahm.
In den folgenden vier Jahren schloss sich Kume reisenden Theatern und Operntruppen an, perfektionierte ihre Gesangs- und Tanzübungen und lernte, viele Rollen zu spielen. Sie nahm auch eine Reihe von Künstlernamen an und war als Toyama Midori, Chidori Shizuura und Chidori Toyama bekannt. In dieser Zeit lernte sie auch Chieko Saga kennen. Die Freundinnen wurden als Sagachi und Tochi bekannt.

### Filmkarriere

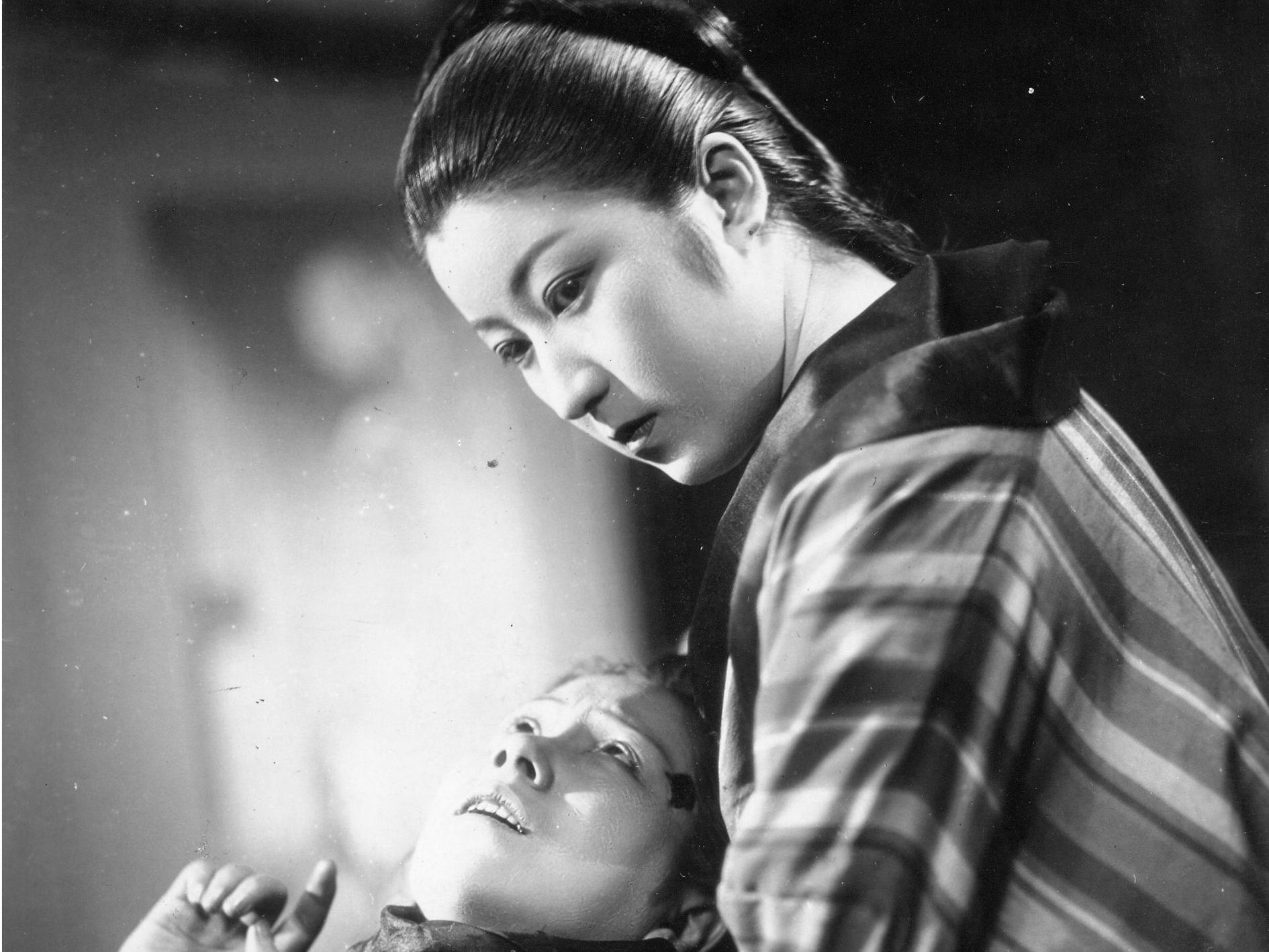
Urabe Kumeko im Film Taki no shiraito (1933)

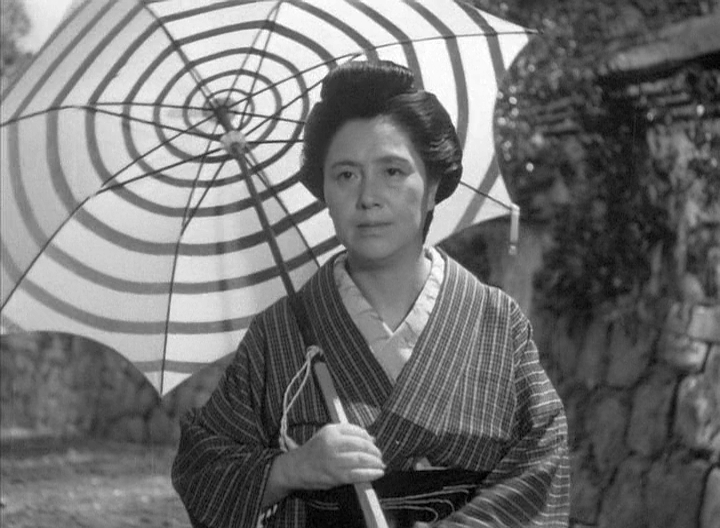
Urabe Kumeko im Film Gan (1953)

Im August 1923 empfahl ihr Yasumasa Hatano, beim Filmstudio Nikkatsu vorzusprechen. Sie war erfolgreich und nahm den Künstlernamen Kumeko Urabe an, den sie für den Rest ihrer Karriere mit Stolz beibehielt. Sie wehrte sich dagegen, dass sie unter ihrem Geburtsnamen mit der japanischen Ehrenmedaille ausgezeichnet wurde, da diese Auszeichnung für das Werk von Kumeko Urabe bestimmt war. Ihren ersten Filmauftritt hatte sie 1924, als sie die Heldin in dem Film Seisakus Frau spielte (jap. 清作の妻). Sie war eine der ersten Schauspielerinnen im japanischen Kino. Ihre Fähigkeiten erregten die Aufmerksamkeit des Regisseurs Kenji Mizoguchi, der sie an der Seite von Denmei Suzuki in dem Film Dust Boundary spielen ließ (jap. 塵境). Danach wurde Urabe zu einem der beliebtesten Mitglieder des Studios und wurde nur von Yoneko Sakai und Haruko Sawamura übertroffen.
Am 23. Oktober 1928 heiratete sie Koichi Ueno, den Sohn eines wohlhabenden Mannes aus Kyoto, und trat aus dem Studio aus. Die Ehe wurde im April 1930 geschieden. Urabe kehrte zur Schauspielerei zurück und trat in Mizoguchis nächstem Film Tojin Okichi auf (jap. 唐人お吉). Im Juli 1933 verließ sie das Studio und wechselte zu Shinkō Kinema, das 1942 in Daiei Film umbenannt wurde. Nach dem Zweiten Weltkrieg spielte sie weiterhin in Filmen mit, darunter Lightning (jap. 稲妻) und Older Brother, Younger Sister (あにいもうと), unter der Regie von Mikio Naruse.

### Fernsehkarriere
Kumeko Urabe erweiterte ihr Repertoire durch Auftritte in japanischen Fernsehspielen, zunächst in den 1957 und 1959 ausgestrahlten Episoden von There Are People Here. Vor allem Großmütter spielte sie in verschiedenen Shows, darunter Sharp Tuesday Theatre und Toshiba Sunday Theatre. In letzterem Fall trat sie zwischen 1958 und 1980 in insgesamt dreizehn Episoden auf, zuletzt in der 1228. Episode mit dem Titel Song of Thoughts (jap. 想思樹の歌).
Nach 1980 fand Urabe zunehmend Rollen als Großmutter-Idol. Im November 1984 veröffentlichte sie eine Musik-Single mit dem Titel I Became a Singer (jap. わたし歌手になりましたよ). Diese Karriere endete 1989 tragisch, als sich beim Wasserkochen in ihrer Wohnung ihr Yukata am Gasherd entzündete und sie schwere Verbrennungen erlitt. Urabe wurde in das Krankenhaus der Medizinischen Universität Tokio in Nishi-Shinjuku gebracht, wo sie am nächsten Tag im Alter von 87 Jahren ihren schweren Verletzungen erlag. Im Laufe ihres Lebens hatte sie eine Reihe von Auszeichnungen erhalten, darunter 1966 die Ehrenmedaille mit Violettem Band. In ihrer Freizeit spielte sie gern Mahjong und wettete bei Keirin- und Bootsrennen.

## Filmografie

### Filme

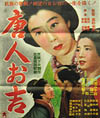
Filmplakat für Tojin Okichi (jap. 唐人お吉), 1954

Urabe spielte in über 320 Filmen mit, darunter:
- Seisaku’s Wife (jap. 清作の妻), 1924, Come.[13]
- Dust Boundary (jap. 塵境), 1924, Omatsu.[7]
- A Women Who Longs for the Law (jap. 法を慕ふ女), 1925, Yuriko.[14]
- Dolls House (jap. 人形の家), 1927, Miyako Hayashida.[15]
- Tojin Okichi (jap. 唐人お吉), 1930, Omatsu.[16]
- The Water Magician (jap. 瀧の白糸), 1933, Ogin.[17]
- Messenger from the Moon (jap. 月よりの使者), 1934, Jailer.[18]
- The Lieutenant’s daughter (jap. 大尉の娘), 1936, Yutaka.[19]
- Kindness (jap. 新雪), 1942, Kinbe’s wife.[20]
- Genghis Khan (jap. 成吉思汗), 1943, Weruenke.[21]
- Women of the Night (jap. 夜の女たち), 1948, Aunt of pimp.[22]
- Foreign Hill (jap. 異国の丘), 1949, Mother-in-law.[23]
- Ginza Kankan Museum (jap. 銀座カンカン娘), 1949, Odai.[24]
- Mrs Pearl (jap. 真珠夫人) 1950, Aunt Karasawa and Otami.[25]
- Marriage March (jap. 結婚行進曲), 1951, Auntie.[23]
- Steamed Rice (jap. /めし), 1951, Shige Taniguchi.[26]
- Lightning (jap. 稲妻), 1952, Osamu.[26]
- Where Chimneys Are Seen (jap. 煙突の見える場所), 1953, Kayo Nojima.
- Older Brother, Younger Sister (jap. あにいもうと), 1953, Riki.[27]
- Twenty-Four Eyes (jap. 二十四の瞳), 1954, Teacher’s wife.[28]
- Somewhere Under the Broad Sky (jap. この広い空のどこかに), 1954, Shige.[28]
- She Was Like a Wild Chrysanthemum (jap. 野菊の如き君なりき), 1955, Minko’s grandmother.[29]
- The Magistrate (jap. 次男坊判官), 1955, Shige.[30]
- Red Light District (jap. 赤線地帯), 1956, OTane.[31]
- Unforgettable Affection (jap. 忘れえぬ慕情), 1956, Fujita.[32]
- I Knew the Cat (jap. 猫は知っていた), 1958, Chie Kuwata.[33]
- The Eternal Rainbow (jap. この天の虹), 1958, Osamu’s mother.[34]
- Irohanihohe (jap. いろはにほへと), 1960, Mine Matsumoto.[35]
- Japanese Grandma: A Comedy (jap. 喜劇 にっぽんのお婆あちゃん),[36]
- Being Two Isn’t Easy (jap. 私は二歳), 1962, Ino.[37]
- Crazy Movie: Irresponsible Japanese Guy (jap. クレージー映画 ニッポン無責任野郎), 1962, Ume Nakagome.[36]
- Yearning (jap. 乱れる), 1964, Onsen no Okami[36]
- Hit and Run (jap. ひき逃げ), 1966, Hisako Kanematsu.[38]
- Happiness to You, Sentimental boy (jap. 君 に 幸せ お センチ面他ｌ 簿ｙ), 1967, Kura Ninotani.[39]
- Two in Shadow (jap. 乱れ雲). 1967. Mishima Nui.[40]
- Sun on a Solitary Island (jap. 孤島の太陽), 1968, Oume.[41]
- Crazy Movie: Mexican Free for All (jap. クレージー映画 クレージーメキシコ大作戦), 1968, Ume Suzuki.[42]
- Ecstatic Person (jap. 恍惚の人), 1973, Grandma Kadoya.[43]
- Shinano River (jap. しなの川), 1973, Mother.[44]
- The Life of Chikuzan (jap. 竹山ひとり旅), 1977, Daikoku of the Temple.[45]
- Before Spring (jap. 海潮音), 1980, Ushima Zuyo.[46]
- Lonely Heart (jap. さびしんぼう), 1985, Fuki Inoue.[47]
- Eight Stories (jap. ハチ公物語), 1987, Mrs Uchigi.[48]

deutschsprachig
- Einmal wirklich leben (Ikiru), 1952
- Früher Frühling (Soshun), 1956
- Ihr Körper (Ratai), 1962

### Fernsehen
Urabe hat in über 100 TV-Episoden mitgewirkt, darunter:
- NHK – There Are People Here (jap. ここに人あり)

- Episodes 26 & 27 "House of Others" (jap. 他人の家), 1957
- Episode 77 "Interrupting the Wall" (jap. 壁さえぎるとも), 1959.

- Tokyo Broadcasting System KRT/TBS – Toshiba Sunday Theatre (jap. 東芝日曜劇場) 13 episodes including:[11]

- 91 "Oki Letter" (jap. 置手紙), 1958
- 416 Father and Son (jap. 父と子たち), 1964
- 890 "Spring Wife" (jap. 妻の春), 1973
- 1228 "Song of Thoughts" (jap. 想思樹の歌), 1980.

- Fuji TVCX – Sharp Tuesday Theatre (jap. シャープ火曜劇場) "Like Nogiku" (jap. 野菊の如く), 1961.[49]
- TBS – Keisuke Kinoshita Hour (jap. 木下恵介アワー) "Memorial Tree" (jap. 記念樹), 1966.[50]
- NTV – Anxious Wife (jap. 気になる嫁さん), 1971.[11]
- TBS – When Hamanasu Flowers Bloom (jap. はまなすの花が咲いたら), 1981–1982.[51]
- NTV – Female Lawyer Ayuko Takabayashi: 4 Shinshu Iida Line Tenryukyo Gorge (jap. 女弁護士・高林鮎子4 信州飯田線殺意の天竜峡), 1988.[52]

## Publikationen
Urabe verfasste auch mehrere Bücher über ihre Schauspielkarriere:
- 映画女優の半生 (Eiga joyū no hansei; übersetzt: „Halbwertszeit einer Filmschauspielerin“) Tokio: Tokyo Engei Tsūshinsha, 1925 OCLC 672573354 (japanisch)
- 浦辺粂子のあたしゃ女優ですよ (Urabe kumeko no atasha joyū desuyo; übersetzt: „Ich, die Schauspielerin Kumeko Urabe“) Tokyo: Shikai Shobō, 1985, ISBN 978-4-915629-01-3. (japanisch)
- 映画道中無我夢中 : 浦辺粂子の女優一代記 (Eiga dōchū muga muchū: Urabe Kumeko no joyū ichidaiki; übersetzt: „Verrückt nach Film: Die Autobiographie der Schauspielerin Kumeko Urabe“) Tokyo: Kawade Shobō Shinsha, 1985, ISBN 978-4-309-00412-9. (japanisch)